# خافيير كاستيلانو
خافيير كاستيلانو (بالإنجليزية: Javier Castellano)‏ هو فارس أمريكي، ولد في 23 أكتوبر 1977 في ماراكايبو في فنزويلا.